# رئا (قمر)
رئا(به انگلیسی: Rhea) (ˈri:ə, به یونانی Ῥέᾱ) دومین ماه بزرگ کیوان و نهمین ماه بزرگ سامانه خورشیدی است؛ و در سال ۱۶۷۲ و توسط جووانی کاسینی کشف گردید.

## نگارخانه

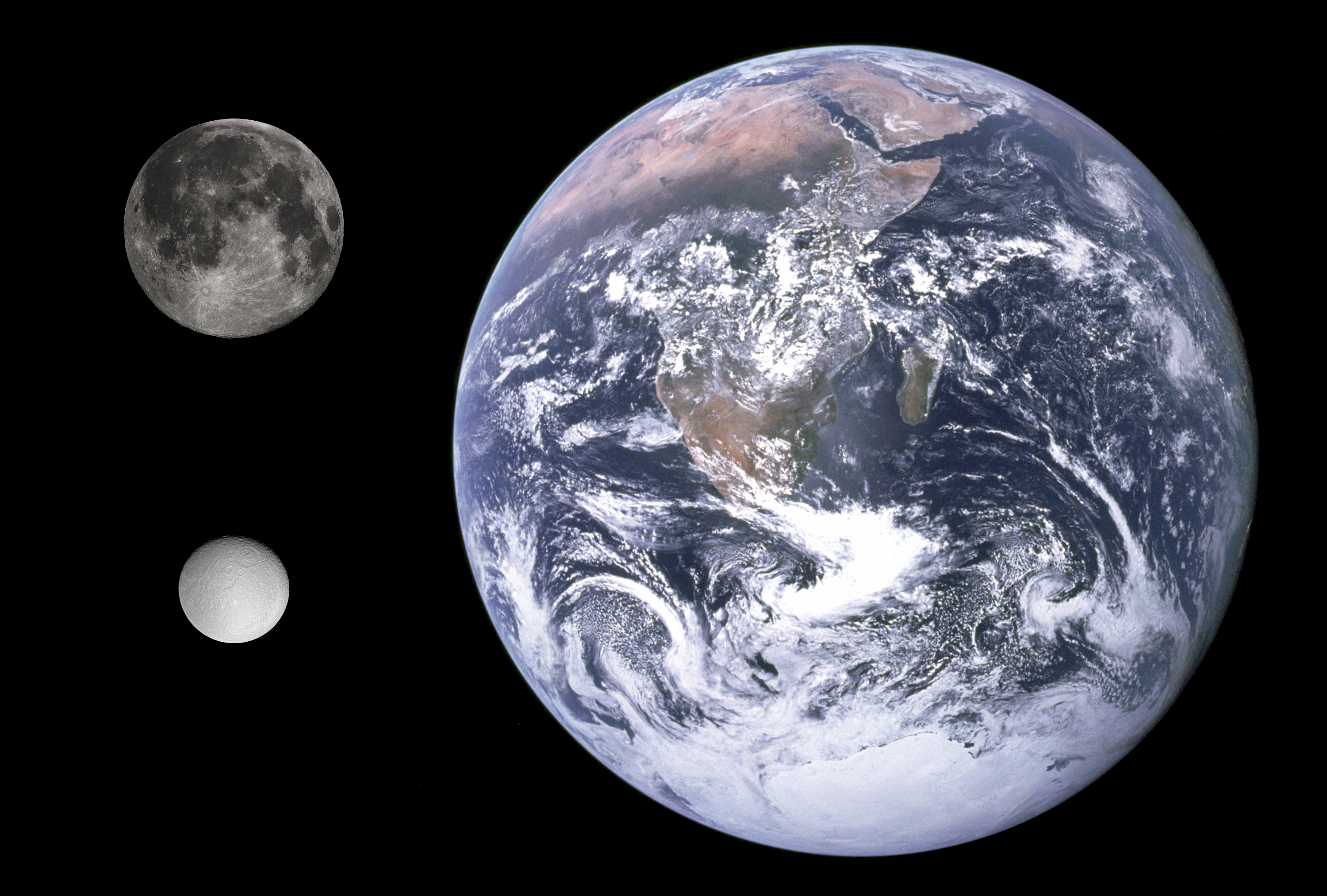
مقایسه رئا (در پایین سمت چپ) با سیاره زمین و کره ماه
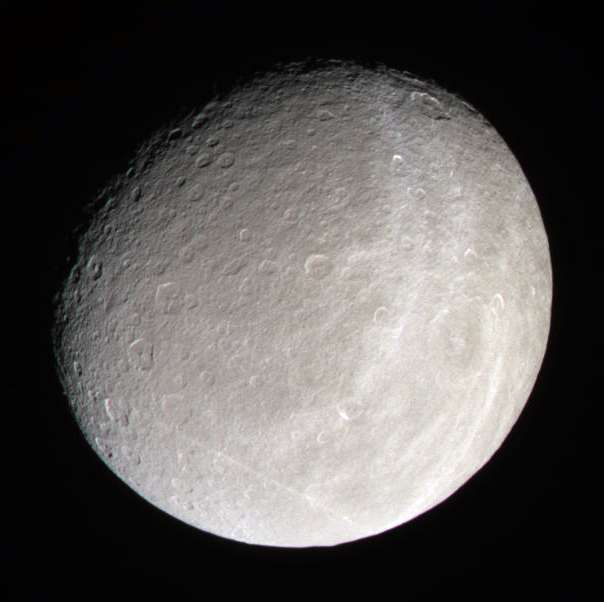
تصویر کاسینی از رئا
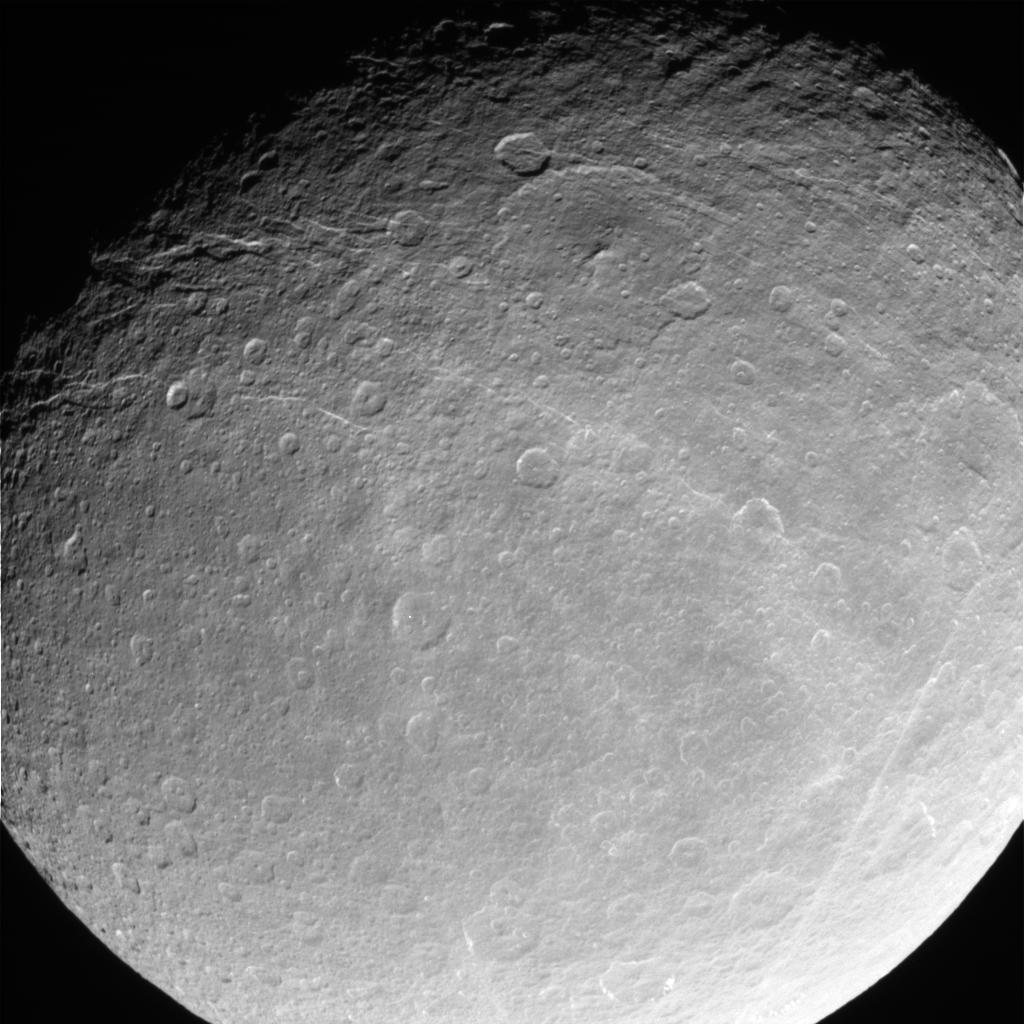
تصویر با وضوح بالاتر
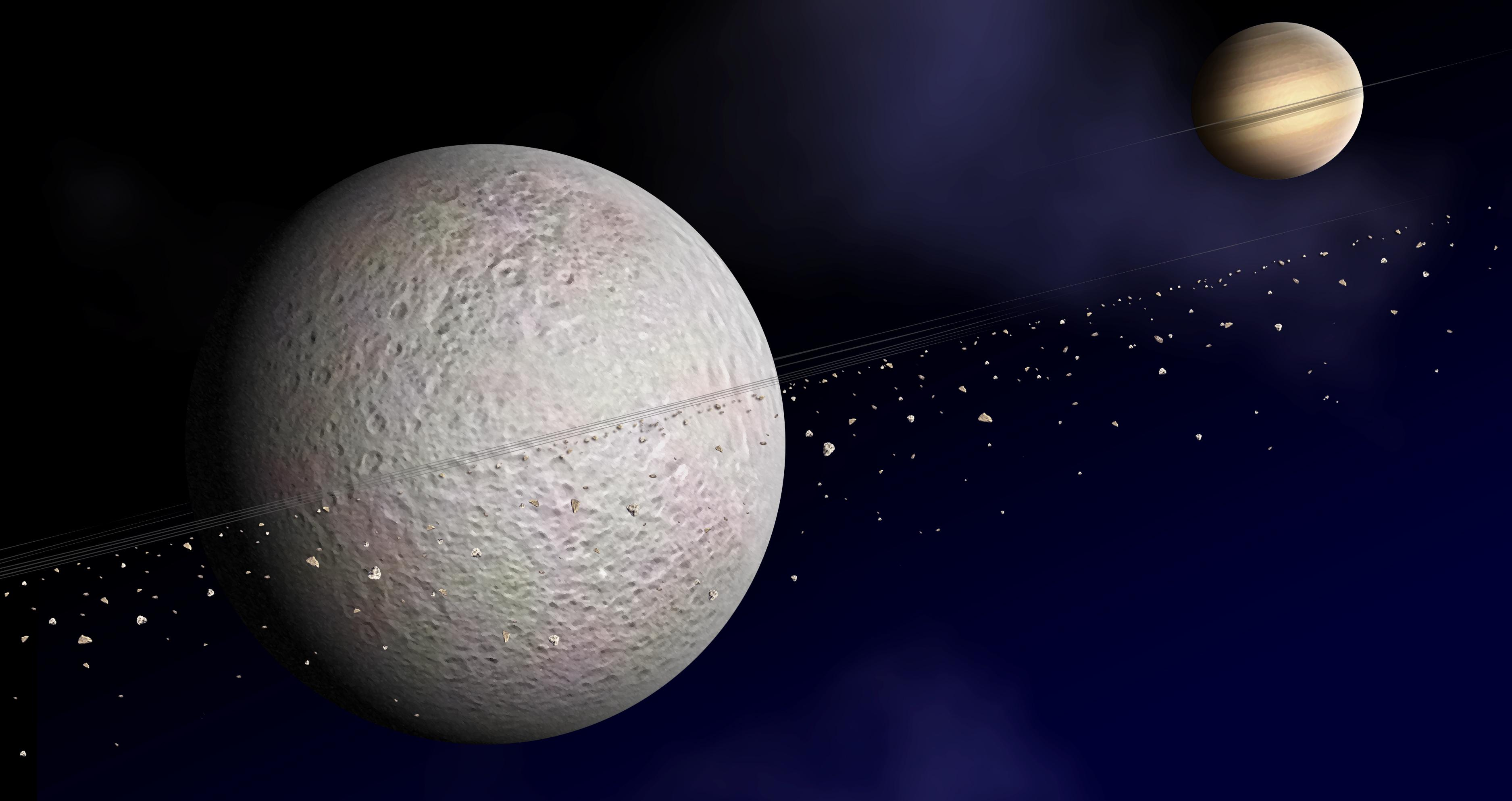
یک تصویر خیالی از حلقه‌های رئا